# Zonked
Zonked! é um álbum lançado por Dee Dee Ramone em 1997 pela Other Peoples Music.
Algumas versões desse álbum traz a música "Please Kill Me" como faixa bônus.

## Faixas
1. "I'm Zonked, Los Hombres"   (1.56) - (Ramone)
2. "Fix Yourself Up"   (2.51) - (Ramone, John Carco)
3. "I Am Seeing UFOs"   (4.04) - (Ramone, Rey)
4. "Get Off Of The Scene"   (2.10) - (Ramone)
5. "Never Never Again"   (2.39) - (Ramone)
6. "Bad Horoscope"   (2.24) - (Ramone)
7. "It's So Bizarre"   (3.32) - (Ramone)
8. "Get Out Of My Room"   (2.49) - (Ramone)
9. "Someone Who Don't Fit In"   (2.05) - (Ramone, Rey)
10. "Victim Of Society"   (2.16) - (Ramone, Rey)
11. "My Chico"   (2.38) - (Ramone)
12. "Disguises"   (3.54) - (Ramone, Rey)
13. "Why Is Everybody Always Against Germany"   (2.37) - (Ramone, Rey)

## Artistas
- Dee Dee Ramone - vocal e guitarra
- Barbara Ramone - baixo e vocal
- Daniel Rey - guitarra e backing vocal
- Marky Ramone - bateria
- Joey Ramone - vocal líder em "I Am Seeing UFOs"
- Lux Interior - vocal líder em "Bad Horoscope"
- Peter Arsenault - back-vocal em "Disguises"